# Tent pegging

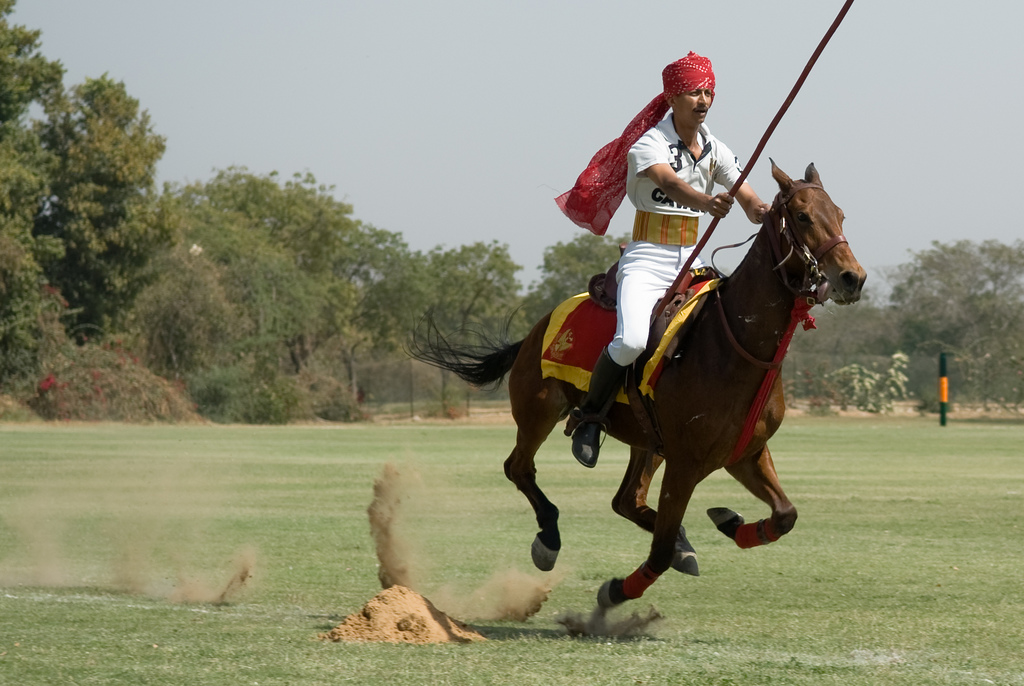
Un cavalier pratiquant le tent pegging.

Le tent pegging (en ourdou : نیزہ بازی), également appelé Neza Bazzi, est un sport équestre originaire d'Asie utilisant des armes blanches. Il fait partie des dix disciplines équestres reconnues par la Fédération équestre internationale.

## Origines
Les origines de ce sport sont incertaines. L'hypothèse la plus communément admise suppose que les cavaliers indiens du Moyen Âge chargeaient les éléphants afin de leur enfoncer des lances ou des épées dans les pieds afin de les neutraliser. Selon un autre théorie, les anciennes unités de cavalerie utilisaient la méthode du tent pegging pour couper les piquets des tentes de leurs ennemis durant leur sommeil pour que les abris s'effondrent.
Le tent pegging comme il est connu de nos jours est issu des entraînements de cavaleries.

## Règles
Le tent pegging se pratique avec une lance ou une épée. Le cavalier lancé au galop doit ramasser et emporter avec son arme une cible placée au sol.
Pour le tent pegging classique, les points sont comptés ainsi : six points par piquets portés à dix mètres avec un piquet en carton, quinze pour un piquet en bois. Frapper une cible et la déloger vaut quatre points et la frapper sans la déloger deux points.
Il existe également d'autre variantes, comportant une joute d'anneau, où le cavalier doit faire passer la pointe de son arme dans un anneau), le gommage de citron, où le cavalier doit couper en deux un citron accroché à une corde ou placée sur une plateforme, et la quintaine pliable où le cavalier charge un mannequin situé sur une plateforme inclinable.
En compétition, des règles définissent le nombre, la taille et le poids des cibles, les dimensions et le poids des armes utilisées (épées et lances), le temps pendant lequel le cavalier doit courir et la mesure dans laquelle les cibles doivent être emportées ou coupées.

## Pratique actuelle
Cette discipline est pratiquée à l'échelle mondiale, mais elle est très populaire en Australie, en Afrique du Sud, en Inde, à Oman, au Pakistan, en  Israël et au Royaume-Uni. Le Conseil Olympique d'Asie a reconnu le tent pegging comme sport officiel en 1984 tandis que la Fédération équestre internationale l'a reconnu en 2004.D'après les résultats de la compétition de 2008, les trois meilleures équipes mondiales sont l'Inde, l'Oman et le Canada. 
L'organisme de gouvernance international reconnu de Tent Pegging est l'International Tent Pegging Federation.
La première Coupe du monde de tent pegging a eu lieu en 2014, dans le sultanat d'Oman.

## Chevaux
Les races les plus appréciées sont le Waziri (cheval), le pur-sang arabe, le Quarter-horse et le Desi.